# غايزكا توكويرو
غايزكا توكويرو (بالإسبانية: Gaizka Toquero) (مواليد 9 أغسطس 1984 في فيتوريا-غاستايز - إسبانيا) لاعب كرة قدم إسباني يلعب حاليا لصالح نادي الدرجة الأولى أتلتيك بيلباو الإسباني منذ 2008 في مركز المهاجم .

## روابط خارجية
- غايزكا توكويرو على موقع الاتحاد الأوربي (الإنجليزية)
- غايزكا توكويرو على موقع قاعدة بيانات كرة القدم.إي يو (الإنجليزية)
- غايزكا توكويرو على موقع Soccerbase.com (لاعب) (الإنجليزية)
- غايزكا توكويرو على موقع Soccerway.com (الإنجليزية)
- غايزكا توكويرو على موقع عالم كرة القدم.نت (الإنجليزية)
- غايزكا توكويرو على موقع AS.com (الإسبانية)